# 邱大洪
邱大洪（1930年4月—2025年1月11日），男，祖籍浙江吴兴，生于上海，中国海岸和近海工程专家，中国科学院院士。

## 生平
早年就读于上海市南洋模范中学。1947年考入清华大学土木工程系。1951年毕业，此后一直在大连工学院（现大连理工大学）任教。1958年起作为技术总负责人参与了大连渔港的建设。1973年出任中国第一座现代化10万吨级深水油港——大连新港的码头建设的主要技术负责人。1970年代后他转向了海上采油平台的研究。1988年加入九三学社。1991年当选中国科学院技术科学部学部委员（院士）。他还主持建设了海岸和近海工程国家重点实验室并任实验室学术委员会主任。
2025年1月11日，邱大洪病逝于辽宁大连，享年95岁。